# Nikon FA

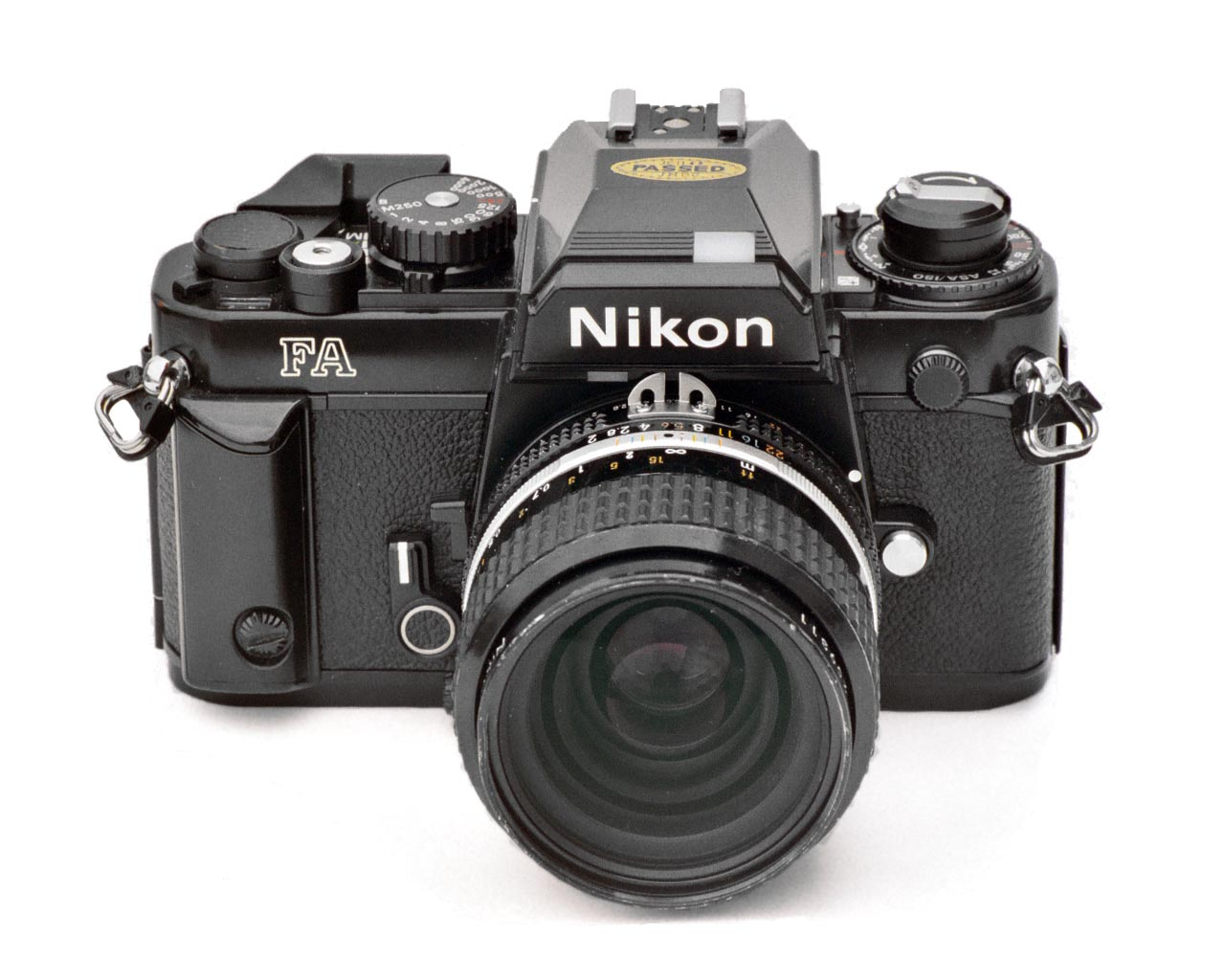
Nikon FA.

Nikon FA är en analog spegelreflexkamera tillverkad av Nikon 1983–87. Den var den första modellen med det banbrytande Matrix ljusmätningssystemet som delade in bilden i fem delar och med en stor mängd lagrade bildfall att jämföra med innebar en början av en ny era inom ljusmätningen. FA är det mest avancerade kamerahuset från Nikon med manuell fokus.